# Nuoto ai campionati mondiali di nuoto 2024 - 100 metri dorso maschili
La gara di nuoto dei 100 metri dorso maschili dei campionati mondiali di nuoto 2024 è stata disputata il 12 e il 13 febbraio 2024 presso l'Aspire Dome di Doha. Vi hanno preso parte 53 atleti provenienti da 50 nazioni.
La competizione è stata vinta dal nuotatore statunitense Hunter Armstrong, mentre l'argento e il bronzo sono andati rispettivamente allo spagnolo Hugo González e al greco Apostolos Christou.

## Podio
| Posizione | Atleta             | Nazionalità |
| --------- | ------------------ | ----------- |
| Oro       | Hunter Armstrong   | Stati Uniti |
| Argento   | Hugo González      | Spagna      |
| Bronzo    | Apostolos Christou | Grecia      |

## Programma
| Data             | Ora (UTC+3) | Turno      |
| ---------------- | ----------- | ---------- |
| 12 febbraio 2024 | 09:48       | Batterie   |
| 12 febbraio 2024 | 19:17       | Semifinali |
| 13 febbraio 2024 | 19:59       | Finale     |

## Record
Prima della competizione il record del mondo e il record dei campionati erano i seguenti:
| Record mondiale       | 51"60 | Thomas Ceccon Italia | 20 giugno 2022 Budapest, Ungheria |
| Record dei campionati | 51"60 | Thomas Ceccon Italia | 20 giugno 2022 Budapest, Ungheria |

Nel corso della competizione non sono stati migliorati.

## Risultati

### Batterie
| Pos. | Batteria | Corsia | Atleta                 | Nazionalità          | Tempo   | Note |
| ---- | -------- | ------ | ---------------------- | -------------------- | ------- | ---- |
| 1    | 5        | 4      | Pieter Coetze          | Sudafrica            | 53"32   | Q    |
| 2    | 6        | 1      | Evangelos Makrygiannis | Grecia               | 53"43   | Q    |
| 3    | 4        | 3      | Hugo González          | Spagna               | 53"61   | Q    |
| 4    | 6        | 4      | Hunter Armstrong       | Stati Uniti          | 53"66   | Q    |
| 5    | 6        | 7      | Michele Lamberti       | Italia               | 53"73   | Q    |
| 6    | 5        | 3      | Bradley Woodward       | Australia            | 53"76   | Q    |
| 7    | 6        | 5      | Apostolos Christou     | Grecia               | 53"79   | Q    |
| 8    | 6        | 2      | Lee Ju-ho              | Corea del Sud        | 53"81   | Q    |
| 9    | 5        | 1      | Kai van Westering      | Paesi Bassi          | 53"84   | Q    |
| 10   | 6        | 6      | Jack Aikins            | Stati Uniti          | 53"87   | Q    |
| 11   | 4        | 7      | Conor Ferguson         | Irlanda              | 53"95   | Q    |
| 12   | 4        | 5      | Roman Mityukov         | Svizzera             | 54"10   | Q    |
| 12   | 4        | 6      | Ole Braunschweig       | Germania             | 54"10   | Q    |
| 14   | 5        | 5      | Miroslav Knedla        | Rep. Ceca            | 54"20   | Q    |
| 15   | 4        | 2      | Kacper Stokowski       | Polonia              | 54"23   | Q    |
| 16   | 5        | 2      | Oleksandr Zheltyakov   | Ucraina              | 54"24   | Q    |
| 17   | 4        | 4      | Ksawery Masiuk         | Polonia              | 54"33   |      |
| 18   | 4        | 1      | Blake Tierney          | Canada               | 54"46   |      |
| 19   | 6        | 3      | Ádám Jászo             | Ungheria             | 54"51   |      |
| 20   | 5        | 7      | Ulises Saravia         | Argentina            | 54"60   |      |
| 21   | 5        | 6      | Andrew Jeffcoat        | Nuova Zelanda        | 54"63   |      |
| 22   | 6        | 8      | Osamu Kato             | Giappone             | 54"70   |      |
| 23   | 4        | 8      | Luke Greenbank         | Gran Bretagna        | 54"93   |      |
| 24   | 4        | 0      | Gabriel Lopes          | Portogallo           | 55"08   |      |
| 25   | 5        | 8      | Denis-Laurean Popescu  | Romania              | 55"33   |      |
| 26   | 3        | 3      | Kaloyan Levterov       | Bulgaria             | 55"44   |      |
| 26   | 3        | 6      | Ziyad Saleem           | Sudan                | 55"44   |      |
| 26   | 6        | 0      | Bernhard Reitshammer   | Austria              | 55"44   |      |
| 29   | 5        | 0      | Erikas Grigaitis       | Lituania             | 55"48   |      |
| 30   | 6        | 9      | Yeziel Morales         | Porto Rico           | 55"50   |      |
| 31   | 4        | 9      | Girts Feldbergs        | Lettonia             | 56"02   |      |
| 32   | 1        | 4      | Remi Fabiani           | Lussemburgo          | 56"21   |      |
| 33   | 3        | 5      | Yegor Popov            | Kazakistan           | 56"59   |      |
| 34   | 3        | 8      | Denilson Cyprianos     | Zimbabwe             | 56"82   |      |
| 35   | 3        | 4      | Jerard Jacinto         | Filippine            | 57"18   |      |
| 36   | 3        | 2      | Charles Hockin         | Paraguay             | 57"20   |      |
| 37   | 3        | 7      | Merdan Atayev          | Turkmenistan         | 57"21   |      |
| 37   | 5        | 9      | Farrel Tangkas         | Indonesia            | 57"21   |      |
| 39   | 2        | 5      | Anthony Piñeiro        | Rep. Dominicana      | 57"41   |      |
| 40   | 2        | 9      | Akalanka Peiris        | Sri Lanka            | 57"52   |      |
| 41   | 3        | 0      | Lau Shiu Yue           | Hong Kong            | 57"76   |      |
| 42   | 2        | 3      | Alexis Kpade           | Benin                | 58"03   |      |
| 43   | 2        | 4      | Ahmad Safie            | Libano               | 58"32   |      |
| 44   | 2        | 6      | Dino Sirotanović       | Bosnia ed Erzegovina | 58"81   |      |
| 45   | 3        | 9      | Guido Montero          | Costa Rica           | 58"88   |      |
| 46   | 2        | 2      | Erkhes Enkhtur         | Mongolia             | 58"89   |      |
| 47   | 1        | 5      | Samiul Rafi            | Bangladesh           | 58"95   |      |
| 48   | 3        | 1      | Yazan Al-Bawwab        | Palestina            | 59"31   |      |
| 49   | 2        | 8      | Zackary Gresham        | Grenada              | 59"81   |      |
| 50   | 2        | 1      | Zeke Chan              | Brunei               | 1'00"49 |      |
| 51   | 2        | 0      | Alan Uhi               | Tonga                | 1'01"47 |      |
| 52   | 1        | 3      | Israel Poppe           | Guam                 | 1'02"83 |      |
| 53   | 2        | 7      | Oscar Peyre            | Ruanda               | 1'03"56 |      |

### Semifinali
| Pos. | Batteria | Corsia | Atleta                 | Nazionalità   | Tempo | Note |
| ---- | -------- | ------ | ---------------------- | ------------- | ----- | ---- |
| 1    | 1        | 5      | Hunter Armstrong       | Stati Uniti   | 53"04 | Q    |
| 2    | 2        | 4      | Pieter Coetze          | Sudafrica     | 53"07 | Q    |
| 3    | 2        | 5      | Hugo González          | Spagna        | 53"22 | Q    |
| 4    | 2        | 6      | Apostolos Christou     | Grecia        | 53"62 | Q    |
| 5    | 1        | 7      | Roman Mityukov         | Svizzera      | 53"64 | Q    |
| 6    | 1        | 4      | Evangelos Makrygiannis | Grecia        | 53"67 | Q    |
| 7    | 1        | 1      | Miroslav Knedla        | Rep. Ceca     | 53"70 | Q    |
| 8    | 1        | 2      | Jack Aikins            | Stati Uniti   | 53"72 | Q    |
| 9    | 2        | 2      | Kai van Westering      | Paesi Bassi   | 53"80 |      |
| 10   | 1        | 6      | Lee Ju-ho              | Corea del Sud | 53"82 |      |
| 11   | 2        | 1      | Ole Braunschweig       | Germania      | 53"89 |      |
| 11   | 2        | 3      | Michele Lamberti       | Italia        | 53"89 |      |
| 13   | 2        | 7      | Conor Ferguson         | Irlanda       | 53"90 |      |
| 14   | 2        | 8      | Kacper Stokowski       | Polonia       | 54"03 |      |
| 15   | 1        | 8      | Oleksandr Zheltyakov   | Ucraina       | 54"05 |      |
| 16   | 1        | 3      | Bradley Woodward       | Australia     | 54"20 |      |

### Finale
| Pos.    | Corsia | Atleta                 | Nazionalità | Tempo | Note |
| ------- | ------ | ---------------------- | ----------- | ----- | ---- |
| Oro     | 4      | Hunter Armstrong       | Stati Uniti | 52"68 |      |
| Argento | 3      | Hugo González          | Spagna      | 52"70 |      |
| Bronzo  | 6      | Apostolos Christou     | Grecia      | 53"36 |      |
| 4       | 7      | Evangelos Makrygiannis | Grecia      | 53"38 |      |
| 5       | 5      | Pieter Coetze          | Sudafrica   | 53"51 |      |
| 6       | 2      | Roman Mityukov         | Svizzera    | 53"64 |      |
| 7       | 1      | Miroslav Knedla        | Rep. Ceca   | 53"74 |      |
| 8       | 8      | Jack Aikins            | Stati Uniti | 54"50 |      |